# سیکلوپروپانون
سیکلوپروپانون (به انگلیسی: Cyclopropanone) با فرمول شیمیایی C۳H۴O یک ترکیب شیمیایی با شناسه پاب‌کم ۱۳۸۴۰۴ است. که جرم مولی آن ۵۶٫۰۶۳۲۶ g/mol می‌باشد. 